# Frédérique Petrides
Frédérique Petrides (26 de septiembre de 1903–12 de enero de 1983) fue una violinista y directora de orquesta estadounidense de origen belga. En 1933, fundó y dirigió la Orchestrette Classique en Nueva York, formada por músicas, que estrenó obras de compositores estadounidenses relativamente noveles en aquellos tiempos, como Paul Creston, Samuel Barber y David Diamond, que luego serán muy reconocidos e interpretados. También editó y publicó el innovador boletín informativo Women in Music, que resaltaba las actividades de las mujeres que se dedicaron profesionalmente a la música a través de los tiempos. Además creó varias temporadas de conciertos en Manhattan, incluidos los West Side Orchestral Concerts, la Student Symphony Society of New York y los conciertos del parque Carl Schurz.